# Horvát Henrik
Horvát Henrik, 1896-ig Lemberger, névváltozat: Horváth (Kolozsvár, 1877. február 11. – Budapest, 1947. július 21.) magyar műfordító. Medgyaszay Vilma férje és néha zongorakísérője.

## Életútja
Főiskolai tanulmányait a budapesti, lipcsei, strassbourgi, berni és párizsi egyetemeken végezte. Nagyváradon és Budapesten középiskolai tanár volt, közben a pedagógiai könyvtár könyvtárosa is. Az 1930-as években munkatársa volt a Brassói Lapoknak, ahol az irodalmi rovatot vezette. Elsőrangú német nyelvművész, aki igen nagy érdemeket szerzett a modern magyar lírának mesteri nyelven való német tolmácsolásával. Lefordította Ady Endre, Bródy Sándor, Hatvany Lajos, Babits Mihály műveit német nyelvre, néhány német irodalmi művet pedig magyarra. Élénk feltűnést keltett és nagy propagáló hatással volt Neue Ungarische Lyrik in Nachdichtungen c. testes antológiája, amely az új magyar lírának pompásan átültetett, reprezentáló gyűjteménye. Nagy értékűek német Baudelaire-fordításai is: Baudelaire, Die Blumen des Bösen és Die Vorhölle. Egész sereg franciából való versfordítása szerepel Das junge Frankreich és Französische Lyrik című antológiákban. Finom eredeti német verseket is írt, amelyek a Berliner Tagblatt, Zeit, Morgen, Sturm, Kunst, Magazin für Littaratur c. lapokban jelentek meg és amelyek közül többeket magyarra fordított Kosztolányi Dezső és Juhász Gyula. Prózai fordításai is nagyon értékesek. Móricz Zsigmondnak több regénye és Molnár Ferencnek néhány színműve az ő fordításában került a német nyilvánosság elé. 1920-tól a Petőfi Társaság kültagja volt. Zeneesztétikai tanulmányai is számottevőek.

## Műve
- Neue Ungarische Lyrik (München, 1918)

## További információk

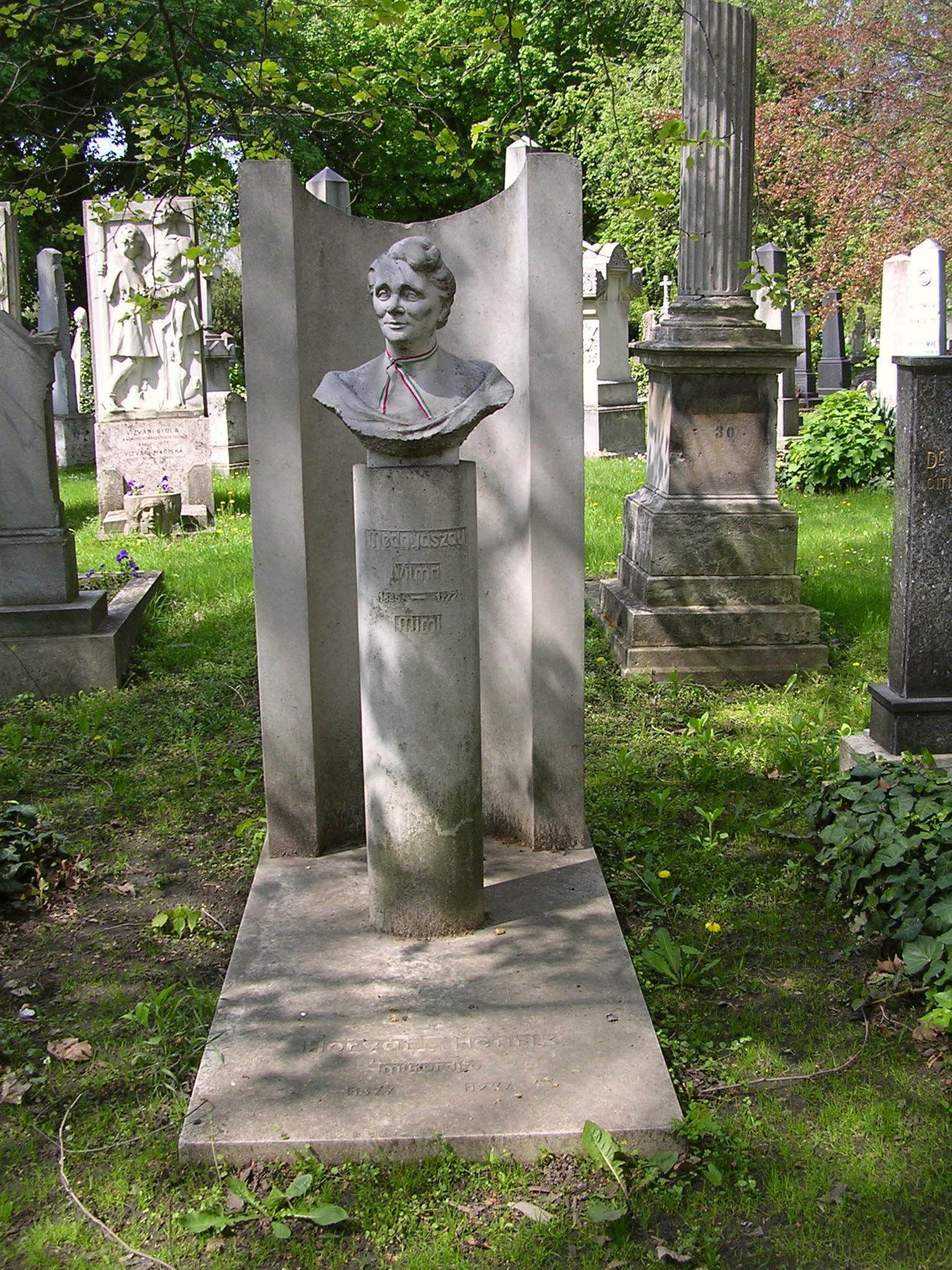
Sírja a Fiumei úti sírkertben